# Bjarne Olsen
Bjarne Olsen (24 luglio 1898 – 19 giugno 1976) è stato un calciatore norvegese, di ruolo attaccante.

## Carriera

### Club
Olsen giocò con la maglia del Frigg.

### Nazionale
Conta una presenza per la Norvegia.

## Palmarès

### Club

#### Competizioni nazionali
- Coppa di Norvegia: 1

Frigg: 1916